# Tom Helmore
Tom Helmore, född 4 januari 1904 i London, England, död 12 september 1995 i Longboat Key, Florida, var en brittisk skådespelare. 

## Biografi
Helmore är bäst ihågkommen för sin roll i filmen Studie i brott från 1958 där han iscensätter ett mord och lurar James Stewarts rollfigur. Helmore var annars främst en komediskådespelare. Han började spela i brittiska filmer på 1920-talet och kom senare till USA där han medverkade i Hollywoodfilmer samt uppsättningar på Broadway 1945-1965.

## Filmografi
- 1949 – Hemligt uppdrag i Malaya
- 1955 – Västerns vilda ros
- 1955 – Ljuva ungkarlstid
- 1957 – Kanske i kväll
- 1957 – Förlåt, vi är visst gifta
- 1958 – Studie i brott
- 1959 – Fångad i nätet
- 1960 – Tidsmaskinen
- 1962 – Storm över Washington

## Teater

### Roller
| År   | Roll             | Produktion                               | Regi              | Teater                          |
| ---- | ---------------- | ---------------------------------------- | ----------------- | ------------------------------- |
| 1951 | Dr. Fred Stevens | Love and Let Love Louis Verneuil         | Louis Verneuil    | Plymouth Theatre, New York, USA |
| 1955 | Belmann          | The Dark Is Light Enough Christopher Fry | Guthrie McClintic | ANTA Playhouse, New York, USA   |